# Топонимия
Топонимията  е наука, дял от ономастиката, занимаваща се със значението и имената на географските обекти, които имат съществена роля в живота на хората и чрез които те се ориентират в заобикалящия ги свят. Задача на топонимията е да събере, класифицира и разкрие закономерностите, отнасящи се до възникването на конкретните имена на обектите.

## Деление според големината на топонимите
Според големината си те се разделят в три основни групи:

### Микротопоними
Това са названията на обекти без национално значение като ливади, герени, поляни и др.

### Мезотопоними
Средноголеми обекти, имащи значение само за хората около селището, където се намират. Неголеми реки, възвишения и др.

### Макротопоними
Това са обекти с национално значение като села, градове, големи реки и планини.

## Деление според географския обект
В зависимост от това какъв географски обект се разглежда топонимите се разделят на няколко дяла:

### Хидронимия
Това са названията на водните обекти – реки, езера, морета.
В българския език имената на хидронимите са от различен произход
- Тракийски – Тунджа, Тимок, Струма
- Прабългарски – Камчия
- Келтски – Дунав
- Реки с неясна етимология – Въча

### Оронимия
Имената на планини, върхове, низини.
В българския език имената са от различен произход
- Древнотракийски – Хемус
- Старославянски – Пирин

### Ойконимия
Тук влизат наименованията на населените места (ойконими – от гръцки οίκος + όνομα, „дом“, „поселище“ + „име“)
- Заварени предславянски – Айтос, Анхиало, Ахтопол, Дръстър
- Славянобългарски – Преслав, Кричим
- Турски – Кърджали

### Хоронимия
Названия на граници.

### Урбонимия
Имена на вътрешноградски обекти – паркове, площади

### Дромонимия
Названия на пътища